# Manifiesto de Sierra Maestra
El Manifiesto de Sierra Maestra es un documento firmado por Fidel Castro, Felipe Pazos y Raúl Chibás, el 12 de julio de 1957 durante los inicios de la Revolución cubana, mientras estuvieron acampados en la Cordillera de Sierra Maestra. Allí expusieron los ideales revolucionarios que querían hacer llegar al pueblo cubano. De este modo, querían asegurarse el apoyo del mismo, al ser el exponente de la libertad tan ansiada por los cubanos, oprimidos por el régimen dictatorial de Fulgencio Batista. Después del triunfo de la Revolución cubana los postulados del manifiesto fueron incumplidos.

## Texto íntegro a continuación
MANIFIESTO DE LA SIERRA MAESTRA
¿Es incapaz la nación cubana de cumplir su alto destino o recae la culpa de su impotencia en la falta de visión de sus conductores públicos?
Nuestra mayor debilidad ha sido la división, y la tiranía, consciente de ello, la ha promovido por todos los medios en todos los aspectos. Ofreciendo soluciones a medias, tentando ambiciones unas veces, otras la buena fe e ingenuidad de sus adversarios, dividió los partidos en fracciones antagónicas, dividió la oposición política en líneas disímiles y, cuando más fuerte y amenazadora era la corriente revolucionaria, intentó enfrentar los políticos a los revolucionarios, con el único propósito de batir primero a la revolución y burlar a los partidos después.
El equipo parlamentario "estaba llamado a fracasar porque se quiso ignorar el empuje de dos fuerzas que han hecho su aparición en la vida pública cubana: la nueva generación revolucionaria y las instituciones cívicas, mucho más poderosas que cualquier capillita política".
Unir es lo único patriótico en esta hora. Unir en lo que tienen de común todos los sectores políticos, revolucionarios y sociales que combaten la dictadura. ¿Y qué tienen de común todos los partidos políticos de oposición, los sectores revolucionarios y las instituciones cívicas? El deseo de poner fin al régimen de fuerza, las violaciones a los derechos individuales, los crímenes infames y buscar la paz que todos anhelamos por el único camino posible, que es el encauzamiento democrático y constitucional del país.
¿Es que los rebeldes de la Sierra Maestra no queremos elecciones libres, un régimen democrático, un gobierno constitucional? Porque nos privaron de esos derechos hemos luchado desde el 10 de marzo. Por desearlos más que nadie estamos aquí. Para demostrarlo, ahí están nuestros combatientes muertos en la Sierra y nuestros compañeros asesinados en las calles o recluidos en las mazmorras de las prisiones; luchando por el hermoso ideal de una Cuba Libre, democrática y justa. Lo que no hacemos es comulgar con la mentira, la farsa y la componenda.
La designación, desde ahora, de una figura llamada a presidir el gobierno provisional, cuya elección en prenda de desinterés por parte de los líderes oposicionistas y de imparcialidad por el que resulte señalado, quede a cargo del conjunto de instituciones cívicas.
Renuncia del Dictador
Declarar al país que dada la gravedad de los acontecimientos no hay otra solución posible que la renuncia del dictador y entrega del poder a la figura que cuente con la confianza y el respaldo mayoritario de la nación; expresado a través de sus organizaciones representativas.
Declarar que el Frente Cívico Revolucionario no invoca ni acepta la mediación e intervención alguna de otra nación de los asuntos internos de Cuba. Que, en cambio, respalda las denuncias que por violación de derechos humanos han hecho los emigrados cubanos ante los organismos internacionales y pide al gobierno de los Estados Unidos que en tanto persista el actual régimen de terror y de dictadura, suspenda todos los envíos de armas a Cuba.
Declarar que el Frente Cívico Revolucionario, por tradición republicana e independentista, no aceptaría que gobernara provisionalmente la República ningún tipo de Junta militar.
Declarar bajo formal promesa que el gobierno provisional celebrará elecciones generales para todos los cargos del Estado, las provincias y los municipios en el término de un año bajo la normas de la Constitución del 40 y el Código electoral del 43 y entregará el poder inmediatamente al candidato que resulte electo.
Que esa persona sea designada por el conjunto de Instituciones Cívicas, por ser apolíticas estas organizaciones, cuyo respaldo libraría al presidente provisional de todo compromiso partidista dando lugar a unas elecciones absolutamente limpias e imparciales.
Para integrar este frente no es necesario que los partidos políticos y las instituciones cívicas se declaren insurreccionales y vengan a la Sierra Maestra. Basta que le nieguen todo respaldo a la componenda electorera del régimen y declaren paladinamente ante el país, ante los institutos armados y ante la opinión pública internacional que, después de cinco años de inútil esfuerzo, de continuos engaños y de ríos de sangre, en Cuba no hay otra salida que la renuncia de Batista, que ya ha gravitado en dos etapas durante 16 años. en los destinos del país, y Cuba no está dispuesta a caer en la situación de Nicaragua o Santo Domingo.
No es necesario venir a la Sierra Maestra a discutir, nosotros podemos estar representados en La Habana , en México o en donde sea necesario.
No es necesario decretar la revolución: organícese el Frente que proponemos y la caída del régimen vendrá por sí sola, tal vez sin que se derrame una gota más de sangre. Hay que estar ciegos para no ver que la dictadura está en sus días postreros, y que éste es el minuto en que todos los cubanos deben poner lo mejor de su inteligencia y su esfuerzo.
La Sierra Maestra es ya un baluarte indestructible de la libertad, que ha prendido en el corazón de nuestros compatriotas. Aquí sabremos hacer honor a la fe y a la confianza de nuestro pueblo. Nuestro llamamiento podrá ser desestimado, pero la lucha no se detendrá por ello y la victoria del pueblo, aunque mucho más costosa y sangrienta, nadie la podrá impedir. Esperamos, sin embargo, que nuestra apelación será oída y que una verdadera solución detendrá el derramamiento de sangre cubana y nos traerá una era de paz y libertad.
Fidel Castro
Raúl Chibás
Felipe Pazos

28 de julio de 1957